# Lincoln (Nebraska)
City of Lincoln je hlavní a zároveň druhé největší město amerického státu Nebraska. Také slouží jako obecní město Lancaster County.
Má rozlohu 195,2 km², z toho 193,3 km² tvoří pevnina a 1,9 km² (0,98 %) voda. Je to jedno z mála velkých měst Nebrasky, které není situováno na řece Platte nebo Missouri.
Město bylo v roce 2008 vládní institucí CDC vyhlášené za "nejzdravější město USA".

## Demografie
Podle sčítání lidu z roku 2010 zde žilo 258 379 obyvatel. Hustota zalidnění byla 1 324 km².

### Rasové složení
- 86,0 % Bílí Američané
- 3,8 % Afroameričané
- 0,8 % Američtí indiáni
- 3,8 % Asijští Američané
- 0,1 % Pacifičtí ostrované
- 2,5 % Jiná rasa
- 3,0 % Dvě nebo více ras

Obyvatelé hispánského nebo latinskoamerického původu, bez ohledu na rasu, tvořili 6,3 % populace.

### Věk
- <18 let – 23,0 %
- 18–24 let – 16,4 %
- 25–44 let – 30,7 %
- 45–64 let – 19,5 %
- >64 let – 10,4 %
- průměrný věk – 31 let

## Osobnosti města
- Dick Cheney (* 1941), obchodník a politik, 46. viceprezident USA
- Janine Turnerová (* 1962), herečka
- Matthew Sweet (* 1964), hudebník, kytarista a hudební skladatel
- Hilary Swanková (* 1974), herečka, držitelka dvou Oscarů a dvou Zlatých glóbů
- Brandon Sanderson (* 1975), spisovatel fantasy a sci-fi románů
- Ashley Grahamová (* 1987), modelka
- Lindsey Shaw (* 1989), herečka
- Jack Sock (* 1992), profesionální tenista, olympijský vítěz ze smíšené čtyřhry a bronzový medailista v mužské čtyřhře na LOH 2016